# 제43회 인도 국제 영화제
제43회 인도 국제 영화제는 2012년 11월 20일에 열린 시상식이다.

## 수상 및 후보

### 작품상
- 눈 먼 말을 위한 동냥 - 거빈더 싱 수상

### 감독상
- 무게 - 전규환 수상

### 여우주연상
- 위드 유, 위드아웃 유 - 안잘리 파틸 수상

### 남우주연상
- 로즈 - 마신 도로신스키 수상

### 심사위원특별상
- 우나 노체 - 루시 멜로이 수상

### 100주년상
- 릴럭턴트 펀더멘탈리스트 - 미라 네이어 수상

### 국제 경쟁
- 로즈 - 보이첵 스마르좁스키
- 캔 - 라짓 셀리케져
- 시스터 - 위르실라 메이에
- Elar Char Adhyay - Bappaditya Bandopadhyay
- 화이트 타이거 - 카렌 샤크나자로프
- 우나 노체 - 루시 멜로이
- 릴렛 네버 해펀드 - 자코 그로엔
- 무게 - 전규환
- 눈 먼 말을 위한 동냥 - 거빈더 싱
- 자궁 - 브리얀테 멘도사
- 웬 아이 쏘우 유 - 안네마리 자시르
- 러프 핸드 - 모하메드 아슬리
- 아웃 인 더 다크 - 마이클 메이어
- 위드 유, 위드아웃 유 - 프라사나 비타나게
- 7 박스 - 후안 카를로스 마네글리아

### 세계의 영화
- 플로벨라 - 빈센트 알베스 도 오
- 더 컬러 오브 더 카멜리온 - 에밀 크리스토프
- 론리 아일랜드 - 페터 심
- 마더스 소울 - 팜 누에 지앙
- 엘르 - 마우고시카 슈모프스카
- 이고르 & 더 크레인스 저니 - 이브게니 루먼
- 르벨 - 킴 누옌
- 원단가게 - 크레이그 프레이몬드
- 투 킬 어 비버 - 얀 야쿱 콜스키
- 핑크 - 전수일
- 왜곡 - 논지 니미부트르
- 페티 1453 - 파룩 악소이
- Granny's Funeral - 브뤼노 포달리데
- 레이 더 페이버릿 - 스티븐 프리어스
- Gangster - 콩키앗 콤시리
- 김미 더 루트 - 아담 리온
- Hit 'n' Strum - Kirk Caouette
- 트와이스 본 - 세르지오 카스텔리토
- 아이 엠 어 굿 퍼슨/아이 엠 어 배드 퍼슨 - 잉그리드 베닌거
- 옐로우 - 닉 카사베츠
- 비예가스 - 곤잘로 토발
- 버니 - 리처드 링클레이터
- 카사덴트로 - 조안나 롬바디
- 화이트 엘리펀트 - 파블로 트라페로
- 로어 - 케이트 쇼트랜드
- 머터니티 블루스 - 파브리지오 카타니
- 에브리바디 인 아워 페밀리 - 라두 주데
- 보이 이팅 더 버즈 푸드 - 엑토라스 리기조스
- 브로큰 - 루퍼스 노리스
- 더 와일드 원스 - 알레한드로 파델
- 더 포슬린 호스 - 자비에르 안드레이드
- 배드 시즈 - 사피 네부
- 부타 - 일가 나자프
- 더 컷오프 맨 - 이단 휴벨
- 초코 - 조니 헨드릭스
- The Secret of the Ant Children - Christine Francois
- Narcissus - Dovile Gasiunaite
- 월플라워 - 스티븐 크보스키
- 새틀라이트 보이 - 카트리오나 맥켄지
- 에클레르, 과자의 방랑기 - 콘도 아키오
- 누르 - 기욤 지오바네티
- 네이키드 하버 - 아쿠 로히미스
- 투 리틀 보이즈 - 로버트 사키스
- 3 - 파블로 스톨
- 라스트 독스 오브 윈터 - 코스타 보티스
- 디 엔드 오브 러브 - 마크 웨버
- 퍼레이드 - 스르디안 드라고예비치
- World Cup In Nepal - Ram Saran Pathak
- 러브 인 디 에어 - 파우스토 브리찌

### 터키쉬 커런트
- Trace - M. Tayfur Aydin
- 두 낫 포겟 미 이스탄불 - 하니 아부 아사드
- 웨어 더 파이어 번즈 - 이스마일 구네스
- The Son - Atilla Cengiz
- 보이스 오브 파더 - 제이넬 도간 외 1명
- Hidden Lives - Haluk Unal
- 러브 앤드 레볼루션 - 세르칸 아카르
- 더 스트레인저(영어판) - 필리즈 알피에즈멘

### 스케치 온 스크린
- 고슴도치 조지 - 토마즈 레스니악 외 2명
- 소중한 날의 꿈 - 안재훈
- 돼지의 왕 - 연상호
- 나의 저승길 이야기 - 안카 다미안
- 피부색 : 꿀 - 로랑 브왈로
- 자살가게 - 빠트리스 르꽁트
- 르 타블로 - 장 프랑수아 라귀니

### 아시아의 영혼
- 버마의 하프 - 이치카와 곤
- 불타 - 데이빗 그루빈
- 미팅즈 위드 리마커블 멘 - 피터 브룩
- Light of Asia - 프란츠 오스텐 외 1명
- 봄 여름 가을 겨울 그리고 봄 - 김기덕
- 삼사라 - 판 나린
- 공자 - 춘추전국시대 - 후메이
- Mystic Iran: The Unseen World - Aryana Farshad

### 어 컷 어보브
- 머쉬루밍 - 투마스 후사르
- 디 오레터 - 토티 투시 타마세세
- 올 매튜스 위민 - 아르 위세크
- 스튜던트 - 다레잔 오미르바예프
- 라자르 선생님 - 필리프 팔라도
- 에필로그 - 아미르 마노르
- 아글라야 - 크리스티나 딕

### 페스티벌 칼레이도스코프
- 더 라스트 화이트 나이트 - 폴 살츠만
- 세븐 데이즈 인 하바나 - 로랑 캉테
- 포고 - 유레네 올라이졸라
- 시간의 끝 - 피터 메틀러
- 미니스터 - 피에르 슐러
- 항생제 - 브랜든 크로넨버그
- 더 칠드런 오브 트루마론 - 하리크리스나 아넨덴 외 1명
- 홀리 모터스 - 레오 까락스
- 재와 뼈 - 자크 오디아르
- 쿠마 - 우무트 다그
- 희망보트 - 무사 투레
- 11.25 자결의 날 - 와카마츠 코지
- 르누와르 - 질 부르도스
- 위대한 출발 - 구스타브 드 케르베른
- 나이로비 아이들 - 데이빗 토쉬 지통가
- 잠자는 미녀 - 마르코 벨로치오

### 상영작
- 컬러 오브 스카이 - 비주쿠마 다모다란
- 눈 먼 말을 위한 동냥 - 거빈더 싱
- Waves of Silence - 자누 바루아
- The Inheritors of the Earth - T.V. Chandran
- Byari - Suveeran
- 더 크라우닝 위쉬 - 리투파르노 고쉬
- 신을 본 남자 - 우메쉬 비나약 쿨카르니
- The Country - Nitin Chandra
- Digant - Dnyanesh Moghe
- Elar Char Adhyay - Bappaditya Bandopadhyay
- Gangoobai - Priya Krishnaswamy
- 아이디 - 카말 K.M.
- Ithramathram - K. Gopinathan
- Kurmavatara - 기리쉬 카사라발리
- 레슨스 인 포겟팅 - 운니 비자얀
- 럭키 레드 시즈 - 앤젤리 매논
- Ozhimuri - Madhupal
- Samhita - 서미트라 바브 외 1명
- Shobdo - 차팔 바두리
- 컴, 겟 크라운드 - A. 사르쿠남
- 애프터글로우 - 카유살 오자
- Allah is Great - Andrea Iannetta
- And We Play On - Pramod Purswane
- 버드 오브 페세지 - 아심 폴
- 셀룰로이드 맨 - 시벤드라 싱 둥가르푸르
- 차르... 국경위의 섬 - 수라브 사랑기
- Cotton For My Shroud - Nandan Saxena 외 1명
- Dreaming Taj Mahal - Nirmal Chander
- Himachal's Avian Paradise: pong dam wildlife sanctuary - Mike H. Pandey
- 아이 워즈 본 인 델리 - 비쉬누 데브 할더
- Mangroves: Guardians of the Coast - Doel Trivedy 외 1명
- Mukti - Shridhor Mestry 외 2명
- Ningal Aranaye Kando - Sunanda Bhat
- 쿼터 넘버 4/11 - 라누 고쉬
- The Saroj Khan Story - Nidhi Tuli
- Tiger Dynasty - S. Nallamuthu
- Vanishing Point - Abhijit Mazumdar
- 웬 하리 갓 메리드 - 리투 사린 외 1명

### 인 포커스
- 피에타 - 김기덕
- 숨 - 김기덕
- 비몽 - 김기덕
- 시간 - 김기덕
- 활 - 김기덕

### 다큐멘터리
- 엘리멘탈 - 가야트리 로스한 외 1명
- Chitranjali - 수잔 비에르
- 때리지 말아요, 제발! - P. 케림 프리드만 외 1명
- Algorithams - Ian Mc Donald
- Munich in India - Walter Steffen
- 더 레볼루셔너리 옵티미스트 - 니콜 뉴햄 외 1명
- 그녀 앞의 세상 - 니샤 파후자

### 마스터스트로크
- 두 갈래로 갈라지는 한밤중의 거리 - 라울 루이즈
- 게보 앤 더 섀도우 - 마뇰 드 올리베이라
- Shiku the Catch - Rity Panh
- 모어 댄 허니 - 마르쿠스 임후프
- 사랑에 빠진 것처럼 - 압바스 키아로스타미
- 에브리데이 - 마이클 윈터바텀
- 천년의 유락 - 와카마츠 코지
- 고요한 바다 - 폴커 슐렌도르프
- 아웃레이지 비욘드 - 기타노 다케시
- 어둠 속의 빛 - 아그네츠카 홀란드
- 미 앤드 유 - 베르나르도 베르톨루치
- 아무르 - 미카엘 하네케
- 어둠 뒤에 빛이 있으라 - 카를로스 레이가다스
- 인디그나도스 - 토니 갓리프

### 회고전
- 아푸 제3부 - 사티야지트 레이
- 더 골든 포트리스 - 사티야지트 레이
- 가정과 세상 - 사티야지트 레이
- 언 에너미 오브 더 피플 - 사티야지트 레이
- 브란체스 오브 더 트리 - 사티야지트 레이
- 월드 위딘, 월드 위드아웃 - 므리날 센
- 멀레이즈 - 리투파르노 고쉬
- 인 어 베러 월드 - 수잔 비에르
- 애프터 웨딩 - 수잔 비에르
- 라이크 잇 네버 워스 비포 - 수잔 비에르
- 오픈 하트 - 수잔 비에르
- 프로이트의 리빙 홈 - 수잔 비에르
- 브라더스 - 수잔 비에르

### 100주년 인도영화
- 라자 하리샨드라 - 던디라이 고빈드 팔케
- 언터처블 걸 - 프란츠 오스텐
- 세인트 투카램 - 비쉰업팬트 고빈드 담레 외 1명
- Kalpana - Uday Shankar
- 챈드라레카 - S.S. 바산
- 방랑자 - 라즈 카푸르
- 아푸 제1부 - 길의 노래 - 사티야지트 레이
- Pyaasa - 구루 더트
- 구름에 가린 별 - 리트윅 가탁
- 디 엠페러 오브 더 무굴 - K. 아쉬프
- 디 앵거 오브 더 씨 - 라무 카리아트
- 미스터 숌 - 므리날 센
- 퓨너럴 라이츠 - 패탭히 라마 레디
- 퓨어 하트 - 카말 암로히
- Garam Hawa - Mysore Srinivasa Sathyu
- 드비다 - 마니 카울
- 화염 - 라메쉬 시피
- Bhumika - 시얌 베네갈
- 서커스 텐트 - 고빈단 아라빈단
- 더 랫 트랩 - 아두르 고팔라크리슈
- Megha Sandesam - Dasari Narayana Rao
- 더 퍼스트 티쳐 산카라 - G.V. 아이어
- 더 추즈 원 - 에어밤 샤임 샤르마
- 라가안 - 아슈토쉬 고와리커
- 엄마 뺨에 뽀뽀 - 마니 라트남
- 계속해요, 문나 형님 - 라지쿠마르 히라니
- 바르피! - 아누락 바수
- A Dream Takes Wings - Gaianan Jagirdar
- Tribal Dance - Roop K. Shorey
- Bricklayers - Dadasaheb Phalke
- Indian Newsreel 2
- Indian Newsreel 172
- Indian Newsreel 253
- Indian Newsreel 1
- Indian Newsreel 5
- Indian Newsreel 68
- All India Radio - Krishna Gopal
- All India Congress Committee
- 어 빌리지 인 트래방코르 - 팔리 빌리모리아
- Indian Railways
- Banga Darshan - William Moylan
- I Am Twenty - S.N.S. Sastry
- Man In Search of Woman - Prem Vaidya
- The Women of India - A. Bhasar Rao
- Explorer - 프라모드 파티
- 언 인카운터 위드 페이시스 - 비두 비노드 쇼프라
- They Call Me Chamar - Loksen Lalvani
- 어라이벌 - 마니 카울
- 아비드 - 프라모드 파티
- 유 세이드 잇 - 람 모핸
- The Balloon - B.R. Shendge
- Ek Anek Aur Ekta - ViIaya Mulay
- 하마라 샤하르 - 붐베이 아워 시티 - 아난드 팟와르드한
- My Tree - B.R. Shendge 외 1명
- Covering With Affection - A. Bhaskar Rao
- Dancing Feet - A. Bhaskar Rao
- Kumar Gandharva - J.B.H. Wadia
- Dastan-e-alam Ara - Chetan Mathur
- 타라나 - 라자 카푸르

### Ftii: Young at 50
- Aadi Aarambh - Dheeraj Singh
- Aida
- Spandan - Sailesh Dupare
- Udhedh Bun - Sidharth Sinha
- Kasbe Ka Cinema Manager - Prateek Vats
- 봄베이 섬머 - 라그하브 다르
- Prabhat Nagari - Aman Wadhan
- 크라마샤 - 아미트 듀타
- Ninaad - Abhaya Simha
- When This Man Dies - Arun Sukumar
- 저녁 늦은 밤 그리고 도시 - 알루니마 샤르마
- Naad - Tathagata Singha
- 가루드 - 우메쉬 비나약 쿨카르니
- Undertakers - Emmanuel Palo
- 그 남자의 여자, 그리고 다른 이야기들 - 아미트 듀타
- Vadhakramam - 카말 K.M.
- Gadha Janam Safal - Vikram Shrivastav
- Swayambhu Sen Foresees His End - Debashish Medhekar
- Alif - 카말 K.M.
- In Thin Air - Indraneel Kaul
- Hazy Grey Skies - Priya Belliappa
- The Light And Her Shadows - Andrea Lannetta
- Khoya - Laxman Utekar
- Ship of Fools - 라그하브 다르
- Dhol Ganwar Pashu Aru Nari - Abhinav Gupta
- Saneema - Supavitra Babul
- Surang - Anurag Goswami
- Ekti Kaktaliyo Galpo - Tathagata Singha
- Punah - Ganga M. Mukh
- A Route Called '13' - Vikram Vijay Chavan
- Mujh Natwaan Ke Bare Mein - Suraj Prakash Ahirwar
- Kaun Kamleshwar? - Yasha Ramchandoni
- Stations - Emmanuel Q. Palo
- Kal, 15 August, Dukaan Bandh Rahegi - Prateek Vats
- Fish - Pranjal Dua
- Saanjh - Jasmine Kaur
- Kshitij - Binitesh Baruri
- Dhin Tak Dha - Shraddha Pasi
- Shankarnaama - Tanushree Das 외 1명
- Kaatal - Vikrant Janardon Pawar
- Rizwan - Deepti Khurana
- Mukhabir - Manoj K. Nitharwal
- Plot - Abhijit Mazumdar
- Theeram - Sanju Surendran
- The Riddle of Auto Shankar - 라그하브 다르
- Raindrops On A tin Roof - Neelanjana Borthakur
- Echoes of Silence - Reema Borah
- Shri Braon Von Desquamat & Conqueer the Great - Jean Carl Daugbjerg
- The Solitary Sandpiper - Ajita Suchitraveera
- And So Came A Day - Ani Thomas
- Chabi Wali Pocket Watch - 비부 푸리
- Three of Us - Sharika Badar Khan
- Parsiwada Tarapore - Kaevan Umrigar
- Sonyacha Aamba - Govinda Raju
- Vaishnav Jan Toh - Kaushal Oza

### 스페셜 트리뷰트
- Mane - 기리쉬 카사라발리
- 타이 사헤바 - 기리쉬 카사라발리
- 드위파 - 기리쉬 카사라발리
- Umrao Jaan - 무자파르 알리
- 더 비기닝 - 무자파르 알리
- Anjuman - 무자파르 알리
- Baishey Shravan - Marinal Sen
- Swayamvaram - Adoor Gopalakrishnan
- Ankur - Lalit M. Bijlani
- 토파 - K. 라그하벤드라 라오
- 물방울 - K. 블라챈더
- 고스트 라이더 3D : 복수의 화신 - 브라이언 테일러 외 1명
- 콜링 인 러브 - 제임스 도드슨
- 더블 - 마이클 브랜트

### 하미지
- 먼지의 꽃 - 야시 초프라
- 가이드 - 비제이 아난드
- Anand - Hrishikesh Mukhejee
- Ente Mamattukuttiyama - Navodaya Appachan
- 칼라 파니 - 프리야다샨
- 36 초링기가 - 아파르나 센
- Daas Capital - Rajen Kothari 외 1명
- 구디 - 리쉬케쉬 머크헤르지
- 시칸다르 에 아잠 - 케다 카푸르
- 러브 인 도쿄 - 프라모드 차크라보티
- 그리하 프라베쉬 - 바수 바타차리아
- 풀 문 - M. 새디크
- 결혼의 풍경 - 잉그마르 베르히만
- The Beekeper - Theo Angeloplous
- 탑 건 - 토니 스콧
- 마칭 밴드 - 끌로드 밀러
- 캐터필러 - 와카마츠 코지

### 스튜던츠 패키지
- Juju - Sujata Chowdhury
- Green Balcony Aunty - Faisal Rahman
- Prabhat Nagari - Aman Wadhan
- Tatpaschat - Vasudev Keluskar
- Tapish - Rakesh Shukla
- Hari Ki Meera - Naam Chakravarty
- Circle of Sounds - Kausshik Bhuyan 외 4명
- The Memory Maker - Nabeela Zehra Zaidi
- When The Trains Ran On Time - Filza Hussain 외 4명
- Boot-joota - Anuj Adlakha 외 4명
- Paridhi - Anannya Banerjee 외 4명
- Dhoomil - Avalokita Dutt 외 4명
- Ayppasi-9 - Innasippandiyan. A
- Rajini - Kabil Dev. M
- The Last Board - N. Sundar
- Vakri Chokku - Krishnamoorthi. A
- My Last Story - Mani Maran
- Dream Merchant - Wardan M. Tiple
- 오행 - 모한 쿠르마 바라살라